# パン・ホーチョン
パン・ホーチョン（彭 浩翔,  Pang Ho-Cheung 1973年9月22日 - ）は、香港の映画監督、脚本家、小説家。別名、エドモンド・パン(Edmond Pang)。“香港のタランティーノ”、“次世代のウォン・カーウァイ”と呼ばれる。

## 来歴
14歳から自主映画を撮る。台湾の大学を中退後、香港に戻り、1992年から地元のテレビ局ATV（亜州電視）で喜劇バラエティ番組の脚本を担当。1995年に香港商業電台に移る。同年ラジオドラマ『天空小説』の台本を執筆し、翌1996年に林海峰監督で映画化される。1997年に発表した小説「全職殺手」 が香港でベストセラーになり、2001年にジョニー・トーとワイ・カーファイ共同監督で『フルタイム・キラー』として映画化された。
1999年、「全職殺手」の映画化権で得た資金で12分の短編映画『夏休みの宿題』を制作、映画監督デビュー。2001年、『ユー・シュート、アイ・シュート』で長編映画監督デビューした。2003年、『大丈夫』で第23回香港アカデミー賞最優秀新人監督賞を受賞した。

## フィルモグラフィー

### 監督
- 智勇三熊 (1988)　短編映画
- 銀行劫案 (1988)　短編映画
- 夏休みの宿題 暑期作業 (1999)　短編映画
- ユー・シュート、アイ・シュート 買兇拍人 (2001)
- 大丈夫 大丈夫 (2003)
- ビヨンド・アワ・ケン 公主復仇記 (2004)
- AV AV (2005)
- イザベラ 伊莎貝拉 (2006)
- 出エジプト記 出埃及記 (2007)
- 些細なこと 破事兒 (2007)
- 恋の紫煙 志明與春嬌 (2010)
- ドリーム・ホーム 維多利亞壹號 (2010)
- 恋の紫煙2 春嬌與志明 (2012)
- 低俗喜劇 低俗喜劇 (2012)
- アバディーン 香港仔 (2014)
- 愛のカケヒキ 撒嬌女人最好命 (2014) 2015東京・中国映画週間で上映
- 恋の紫煙3 春嬌救志明 (2017)
- ハッピーパッポー 恭喜八婆 (2019)

### プロデューサー
- ユー・シュート、アイ・シュート 買兇拍人 (2001)
- イザベラ 伊莎貝拉 (2006)
- 出エジプト記 出埃及記 (2007)
- 些細なこと 破事兒 (2007)
- 飛虎出征 (2013)
- レイジー・ヘイジー・クレイジー 同班同學 (2015)
- 指甲刀人魔 (2017)

### 脚本
- Undercover Blues (2000)
- Killer (2000)
- The Cheaters (2001)
- ユー・シュート、アイ・シュート 買兇拍人 (2001)
- 大丈夫 大丈夫 (2003)
- ビヨンド・アワ・ケン 公主復仇記 (2004)
- AV AV (2005)
- イザベラ 伊莎貝拉 (2006)
- 出エジプト記 出埃及記 (2007)
- 些細なこと 破事兒 (2007)
- 恋の紫煙 志明與春嬌 (2010)
- ドリーム・ホーム 維多利亞壹號 (2010)
- 恋の紫煙2 春嬌與志明 (2012)
- 低俗喜劇 低俗喜劇 (2012)
- アバディーン 香港仔 (2014)
- 撒嬌女人最好命 (2014)